# Conservatoire Serge-Rachmaninoff de Paris
 (avril 2021).
Si vous disposez d'ouvrages ou d'articles de référence ou si vous connaissez des sites web de qualité traitant du thème abordé ici, merci de compléter l'article en donnant les références utiles à sa vérifiabilité et en les liant à la section « Notes et références ».
Le conservatoire Serge-Rachmaninoff de Paris, ou conservatoire Serge Rachmaninoff, est créé à Paris en 1923. Il est situé au 26 avenue de New-York, dans le 16e arrondissement.
Son enseignement est dispensé en français, en russe ou en anglais.
En lien avec son origine et la tradition musicale russe, les disciplines historiquement enseignées étaient :
- en cours individuels : le piano, le violon, l’alto, le violoncelle, la clarinette tzigane, la guitare russe, la balalaïka, la guitare, le chant ;
- en cours collectifs : la danse, la chorale, la théorie musicale, la composition, l’analyse et l’histoire de la musique.

Les disciplines enseignées se sont progressivement élargies pour allier tradition et modernité. Aujourd’hui, il est proposé en cours individuels ou en cours collectifs :
- instruments : tous les instruments classiques et populaires russes ;
- danse : classique, danses de salon et danses folkloriques ;
- chant : lyrique, pop, coach vocal, chorale russe, chorale orthodoxe ;
- MAO : musique assistée par ordinateur ;
- langue russe.

## Histoire
L'histoire du Conservatoire, de ses artistes et des centaines de personnalités de l'émigration, essentiellement russe, qui l'ont côtoyé, a été relatée pour la première fois dans Destins russes à Paris. Un siècle Conservatoire Rachmaninoff. 1924-2024 (éditions des Syrtes),, un ouvrage écrit par Erwan Barillot et Arnaud Frilley, lauréats du prix Consuelo 2025 de l'Académie française.

### 1859: origine
C’est pour contribuer au rayonnement de l’art musical et théâtral russe qu’est créé en 1859, la Société musicale impériale russe à Saint-Pétersbourg. Elle y crée les conservatoires impériaux de Russie : en 1862 le conservatoire de Saint-Pétersbourg puis, en 1866, le conservatoire de Moscou. 

### 1923: ouverture à Paris
La création du conservatoire Serge-Rachmaninoff a lieu en 1923. Elle est réalisée par d'anciens professeurs des conservatoires impériaux de Russie, émigrés à Paris à la suite de la révolution de 1917. Elle compte parmi eux le pianiste et compositeur Serge Rachmaninoff, qui en devient le premier président d'honneur, le ténor Fédor Chaliapine, le compositeur et chef d’orchestre Alexandre Glazounov ou encore le compositeur et professeur d’écriture Alexandre Gretchaninov.

### 1931: création de la Société musicale russe en France
C’est pour enrichir le rayonnement de l’art russe à Paris et en France qu’est créée, en 20 février 1931, la Société musicale russe en France. Dans le cadre de son action, qui s’inscrit dans la ligne de la Société musicale impériale russe, elle reprend la gestion du conservatoire Serge-Rachmaninoff.
C’est le prince Serge Wolkonsky qui devient en 1932, le premier directeur du conservatoire. Les administrateurs sont ensuite élus, à sa direction, en alternance : Nicolas Tcherepnine, le compositeur Pavel Kovalev, le compositeur Arkadj Ougritchitch-Trebinsky, Vladimir Pol, etc.
Parmi les premiers enseignants du Conservatoire Serge-Rachmaninoff, il faut citer : les musiciens russes Fédor Chaliapine, Nicolas Tcherepnine, Eugène Gounst, Nicolas Kedroff (senior), sa femme Sofia Gladkaya (les parents de Lila Kedrova), Nikolaï Medtner, Alexandra Iacovleva (la sœur d'Alexandre Iacovleff), Yelena Terian-Korganova, Varvara Strakhova, Nicolas Zverev, Serge Lifar, Jules Conus ou encore Maria Slavina.

### 1932-2020
Depuis son origine, la volonté du Conservatoire Serge-Rachmaninoff est d’offrir à ses élèves et à la société parisienne des moments de prestige avec des artistes d’exception. En plus de la prestation de ses professeurs, ce lieu reçoit dans ses salons, pour n’en citer que quelques-uns : Vladimir Horowitz, Nathan Milstein, Gregor Piatigorsky ou encore Alexander Borovsky.
La Société musicale russe en France est reconnue d'utilité publique depuis 1983. 
À partir de 1986, la Société musicale russe en France est présidée par le comte Pierre Cheremetieff. L’attention portée aux élèves vise à leur permettre de devenir des musiciens accomplis. Avec les professeurs, l’objectif est de leur faire trouver rapidement les moyens pour, à la fois, se faire plaisir et devenir des interprètes de très bons niveaux.
En 1987, alors que Charles Jourdan, le propriétaire de l'immeuble de l'avenue de New York, souhaite vendre, le maire de Paris Jacques Chirac le sauve en se portant acquéreur,.

### Depuis 2020
Après une quinzaine d'années difficiles, fin 2020, la Société musicale russe évolue, souhaitant enrichir l’offre musicale et développer des relations internationales avec d'autres conservatoires prestigieux. Arnaud Frilley succède à Pierre Cheremetieff à la présidence de l’association et devient directeur du Conservatoire. Il s’entoure d’une nouvelle équipe franco-russe, composée majoritairement de musiciens diplômés de conservatoires. Stephan Gaubert est notamment chargé de la direction des études musicales et Yulia Mosman chargée de la communication et des relations institutionnelles. À cette occasion, l'hôtel particulier est rénové. Sur 600 m2 répartis sur trois étages sont réparties les salles de classe, une salle de concert et une cantine russe,. Il y a alors 40 professeurs et plusieurs centaines d'élèves.
En mai 2021, Le Figaro rapporte que la ville de Paris souhaiterait vendre l'immeuble de l'institution centenaire. Un comité de soutien « composé d'artistes, de personnalités et de mécènes » se constitue alors pour s'opposer à cette démarche, et une pétition lancée sur Change.org reçoit plus de 39 000 signatures. En juillet de la même année, le Conseil de Paris écarte finalement cette éventualité.

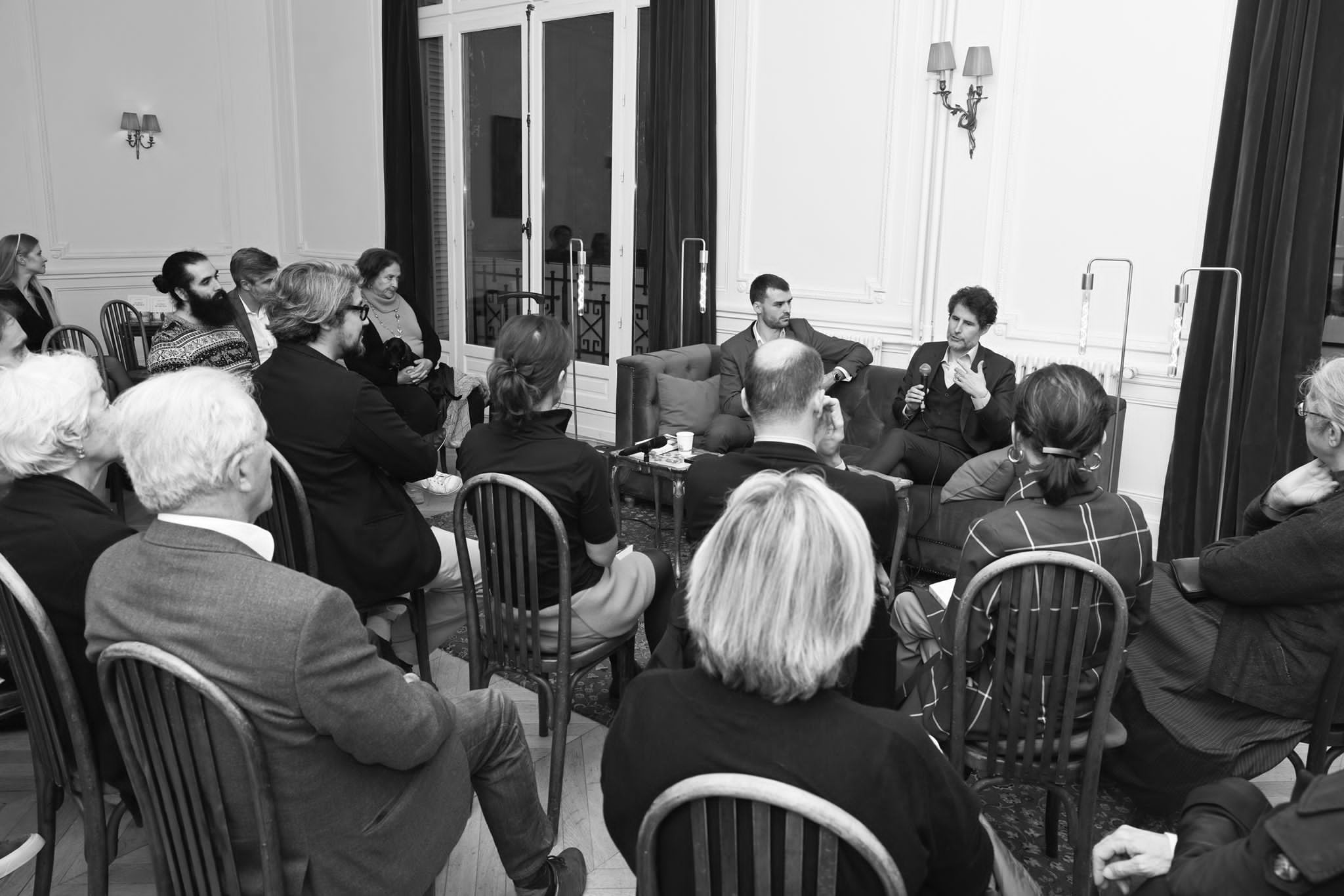
Giuliano da Empoli aux côtés de Erwan Barillot au salon littéraire du conservatoire Rachmaninoff, en octobre 2022.

Fin 2022, le conservatoire relance les salons littéraires tels qu'ils avaient cours à Paris au XIXe siècle et en confie la modération à Erwan Barillot, auteur du roman Moi, Omega. Le salon littéraire est inauguré en octobre avec Giuliano da Empoli puis se poursuit en novembre avec l'académicien Jean-Marie Rouart.
Le 1er avril 2025, un monument au compositeur est inauguré dans le jardin du Conservatoire. Il est l'œuvre du sculpture russo-géorgien Bessik Solomonachvili (ru),,.